# Basilica Palladiana, Vicenza
Bazilika Palladiana je renesančna stavba na osrednjem Piazza dei Signori v Vicenzi, v severno-vzhodni Italiji. Najbolj opazna značilnost zgradbe je loggia, kar kaže na enega prvih primerov znanem kot paladijevsko okno, ki ga je oblikoval mladi Andrea Palladio, katerega delo v arhitekturi je imelo pomemben vpliv v času renesanse in kasnejših obdobjih.

## Zgodovina
Stavba je bila prvotno zgrajena v 15. stoletju in je bil znana kot Palazzo della Ragione, zasnoval jo je Domenico da Venezia in je vključevala dve obstoječi javni palači. Stavba, ki je bila v gotskem slogu, je služil kot sedež vlade in v pritličju pa so bile številne trgovine. 82 m visok stolp Torre della Bissara (ali dei Bissari) stoji pred to zgradbo, kot je znano, že od leta 1172, vendar pa je bil ob tej priložnosti povišan, njegov vrh pa je bil končan leta 1444. Ima pet zvonov v intonaciji E- dur. Stavba iz 15. stoletja je imela krov obrnjen navzdol, delno podprt s strani z velikimi arhivolti, ki je temeljila na podobni, zgrajeni leta 1306 na istoimenski zgradbi v Padovi. Gotska fasada je bila v rdečem in gialletto veronskem marmorju, ki je še vedno viden v ozadju tega Palladio.
Dvojno vrsto stebrov je okoli palače zgradil Tommaso Formenton v letih 1481-1494. Vendar pa je dve leti po njegovem zaključku, jugozahodni vogal propadel. V naslednjih desetletjih je uprava Vicenze imenovala arhitekte, kot so bili Antonio Rizzo, Giorgio Spavento, Antonio Scarpagnino, Jacopo Sansovino, Sebastiano Serlio, Michele Sanmicheli in Giulio Romano, da bi predlagali načrt obnove. Leta 1546 je Svet izbral mladega lokalnega arhitekta Palladia, ki naj bi obnovo stavbe začel aprila 1549. Palladio je dodal novo zunanjo lupino iz marmorja klasičnih oblik, ložo in portik, ki zdaj zakriva prvotno gotsko arhitekturo. Stavbo je poimenoval tudi bazilika, po starih rimskih profanih strukturah s tem imenom.
Bazilika je bila drag projekt (približno 60.000 dukatov), obnova je bila dolgotrajna. Palladio je prejel za delo dohodek, 5 dukatov na mesec skoraj celo svoje življenje. Leta 1614, trideset let po njegovi smrti, je bila stavba končana, z dodelavo glavne fasade na Piazza delle Erbe.

## Opis
Paladijeve risbe, od njegovega prvotnega predloga iz leta 1546 do končne izgradnje, so se ohranile. Njegova rešitev, ki je zajemala tudi potrebne ukrepe za prilagoditev dodatka k že obstoječi strukturi, je temeljila na tako imenovani serliani (Sebastiano Serlio: to je dobesedno strukturi, v kateri so okrogle arkade obdajane z dvema pravokotnima odprtinama; slednje so različnih velikosti, da se ujemajo z variabilno velikostjo notranjega ležišča. V kotnih arkadah, so arhitravove odprtine postala zelo ozke. Serliano je nekaj let prej uporabil v Benečiji že Jacopo Sansovino za njegovo Biblioteca Marciana (1537), kot tudi Giulio Romano (1540) pri obnovi samostana Polirone.
Lože v spodnjem nadstropju so v dorskem redu; ogredje ima friz, alternativne metope (okrašene s posodo in bukranijami) in triglife. Zgornje lože so, nasprotno, v jonskem redu, s kontinuirnim frizom ogredja.
Parapet ima kipe, delo Giovanni Battista Albaneseja, Grazioli in Lorenzo Rubinija. Stolpna ura ima pet zvonov v intonaciji E-dura.

## Zaščita
Od leta 1994 je bila bazilika zaščitena kot del svetovne kulturne dediščine, vključno z drugimi paladijevskimi stavbami v Vicenzi. Stavba sedaj v svoji veliki dvorani pogosto gosti razstave, in se uporablja za državljanske dogodke.

## Obnova
Velik projekt obnova se je začel v letu 2007. Leta 2014 je osvojil nagrado Evropske unije za dediščino / Europa Nostra Award. 